# Cornuticella trapezoidea
Cornuticella trapezoidea är en mossdjursart som beskrevs av Powell 1967. Cornuticella trapezoidea ingår i släktet Cornuticella och familjen Catenicellidae. Inga underarter finns listade i Catalogue of Life.